# دین هلنیستی

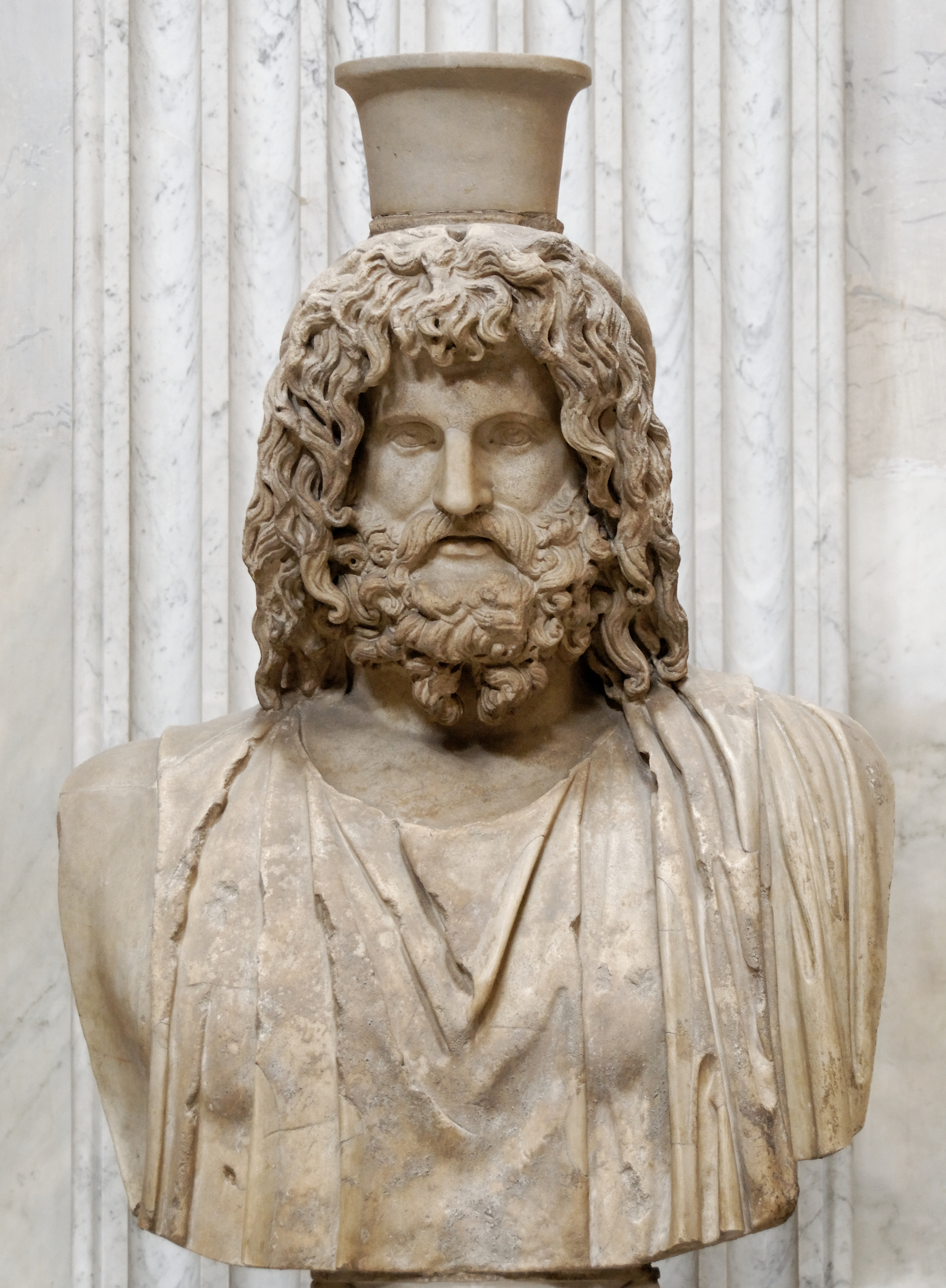
سراپیس، خدای یونانی-مصری که در مصر هلنیستی پرستش می‌شد

مفهوم دین هلنیستی (به انگلیسی:Hellenistic religion) به عنوان شکل متاخر دین یونان باستان، هر یک از ساختارهای مختلف اعتقادات و اعمال مردمی را که تحت تأثیر فرهنگ یونان باستان در طول دوره هلنیستی و امپراتوری روم (حدوداً ۳۰۰ قبل از میلاد تا ۳۰۰ پس از میلاد) زندگی می‌کردند را پوشش می‌دهد. در دین هلنیستی تداوم زیادی وجود داشت و مردم همچنان به پرستش خدایان یونانی و انجام آیین‌های مشابه در یونان کلاسیک ادامه می‌دادند.
تغییر از اضافه شدن مذاهب جدید از کشورهای دیگر، از جمله خدایان مصری ایزیس و سراپیس، و خدایان سوری بالتیس و ادد به وجود آمد. این تغییر، دید و نگاه جدیدی برای افرادی که در جستجوی تحقق هم در زندگی کنونی و هم در زندگی پس از مرگ بودند، فراهم کرد. پرستش فرمانروایان هلنیستی الوهیت شده نیز یکی از ویژگی‌های این دوره است، به ویژه در مصر، جایی که دودمان بطلمیوس از شیوه‌های پیشین مصر و آیین‌های قهرمانانه یونانی اقتباس کردند و خود را به عنوان فرعون در آیین بطلمیوسی جدید اسکندر مقدونی تثبیت کردند. (مقاله انگلیسی: Ptolemaic cult of Alexander the Great) در جاهای دیگر، حاکمان ممکن بود بدون دستیابی به مقام کامل خدا مقامی یا لقبی الهی را دریافت کنند.
بسیاری از مردم سحر و جادو را باور داشتند و آن را انجام می‌دادند. این پدیده نیز ادامه‌ای از زمان‌های گذشته بود. در سرتاسر جهان هلنیستی، مردم با پیشگو (وخشور)ها مشورت می‌کردند و از طلسم‌ها و مجسمه‌ها برای جلوگیری از بدبختی یا طلسم کردن استفاده می‌کردند. ساختارهای پیچیده طالع بینی هلنیستی (Hellenistic astrology) در این عصر توسعه یافت و مردم به دنبال تعیین شخصیت و آینده یک شخص در حرکات خورشید، ماه و سیارات بودند. نظام‌های فلسفه هلنیستی، مانند رواقی‌گرایی و اپیکوریسم، جایگزینی غیردینی برای دین سنتی ارائه می‌کردند، حتی اگر تأثیر آنها تا حد زیادی محدود به نخبگان تحصیل‌کرده بوده باشد.